# 완양부원군 이충원 묘
완양부원군 이충원 묘는 대한민국 경기도 여주시 산북면 백자리에 있다. 2015년 11월 11일 여주시의 향토유적 제23호로 지정되었다.

## 개요
완양부원군 이충원(1537～1605). 자는 원보(元甫) 또는 원포 (圓圃), 호는 송암(松菴), 본관은 전주(全州)이며 아버지는 간,어머니는 창원정씨(昌原丁氏)이다. 1566년(명종 21)별시문과에 장원급제하여 호조 좌랑이 되고, 고양군수, 홍문관수찬을 지냈다, 1592년(선조 25) 임진왜란때 도승지로 선조를 의주까지 호송(扈送)하여 형조참판이 되었다, 그 뒤 한성부판윤, 공조판서를 역임하였으며, 1604년 호성공신 2등 완양부원군(扈聖功臣 二等 完陽府院君)에 봉해졌고 공조판서에 제수되었다.이충원의 영정은 1998. 4.13일자 도유형문화재 제167호로 지정되었으며, 묘역은 여주시 산북면 백자리 산7-1번지 나지막한 산기슭 (절골)에 위치하고 있다. 묘역에는 묘표, 상석, 문인석, 망주석 등이 있으나 묘역을 최근 (2012년)에 새로이 조성하였으나 일부분 원형대로 잘 보존되어 있다.